# Unité urbaine de Châteaudun
L'unité urbaine de Châteaudun est une agglomération française centrée sur la commune de Châteaudun, en Eure-et-Loir.

## Données générales
En 2010, selon l'Insee, l'unité urbaine était composée de quatre communes.
En 2020, à la suite d'un nouveau zonage, elle est composée des quatre mêmes communes.
En 2022, avec 16 794 habitants, elle représente la 3e unité urbaine du département d'Eure-et-Loir et occupe le 12e rang dans la région Centre-Val de Loire.
En 2021, sa densité de population s'élève à 185 hab/km2. Par sa superficie, elle ne représente que 1,55 % du territoire départemental mais, par sa population, elle regroupe 3,91 % de la population du département d'Eure-et-Loir.

## Composition de l'unité urbaine en 2020
Elle est composée des quatre communes suivantes :
| Nom                       | Code Insee | Département  | Statut       | Superficie (km2) | Population (dernière pop. légale) | Densité (hab./km2) | Modifier                                    |
| ------------------------- | ---------- | ------------ | ------------ | ---------------- | --------------------------------- | ------------------ | ------------------------------------------- |
| Châteaudun (ville-centre) | 28088      | Eure-et-Loir | ville-centre | 28,48            | 12 898 (2022)                     | 453                | modifier les données · modifier les données |
| La Chapelle-du-Noyer      | 28075      | Eure-et-Loir | banlieue     | 13,31            | 1 014 (2022)                      | 76                 | modifier les données · modifier les données |
| Jallans                   | 28198      | Eure-et-Loir | banlieue     | 8,99             | 787 (2022)                        | 88                 | modifier les données · modifier les données |
| Saint-Denis-Lanneray      | 28334      | Eure-et-Loir | banlieue     | 40,43            | 2 095 (2022)                      | 52                 | modifier les données · modifier les données |

## Démographie
| 1968   | 1975   | 1982   | 1990   | 1999   | 2009   | 2014   | 2021   |
| ------ | ------ | ------ | ------ | ------ | ------ | ------ | ------ |
| 17 204 | 18 725 | 19 083 | 18 298 | 18 392 | 18 054 | 17 451 | 16 842 |

#### Données générales
- Unité urbaine
- Aire d'attraction d'une ville
- Liste des unités urbaines de France

#### Données démographiques en rapport avec l'unité urbaine de Châteaudun
- Aire d'attraction de Châteaudun
- Arrondissement de Châteaudun